# 中甸岩黄耆
中甸岩黄耆（学名：Hedysarum thiochroum）为豆科岩黄耆属下的一个种。